# Coleophora chalcogrammella
Coleophora chalcogrammella é uma espécie de mariposa do gênero Coleophora pertencente à família Coleophoridae.